# Plaesius hamatus
Plaesius hamatus är en skalbaggsart som beskrevs av Lewis 1905. Plaesius hamatus ingår i släktet Plaesius och familjen stumpbaggar. Inga underarter finns listade i Catalogue of Life.